# 오라녜나사우 공자 마우리츠 반 볼렌호벤
오라녜나사우 공자 마우리츠 반 볼렌호벤(Prince Maurits Willem Pieter Hendrik of Orange-Nassau, van Vollenhoven, 1968년 4월 17일 ~ )은 네덜란드 왕가의 일원으로 네덜란드 공주 마르흐릿과 피터르 반 볼렌호벤 사이에서 장남으로 태어났다.
사촌 빌럼알렉산더르가 왕으로 즉위하기 전에는 네덜란드 왕실의 일원이었고 네덜란드 왕위 계승 서열 10위였다. 그러나 빌럼알렉산더르의 왕위 계승으로 그는 더 이상 네덜란드 왕실의 일원이 아니며 더 이상 네덜란드 왕위 계승 서열에 있지 않다.